# Friuli

Flaga regionu.

Friuli (wł. Friuli, friul. Friûl, słoweń. Furlanija, niem. Friaul) – kraina historyczna oraz region geograficzny w północno-wschodnich Włoszech i zachodniej Słowenii o łącznej powierzchni 8240 km².
Definiowane, jako obszar pomiędzy rzeką Livenza na zachodzie i rzeką Timavo na wschodzie. Nazwa pochodzi z czasów starorzymskich, od jego historycznie najważniejszego miasta – Cividale del Friuli.
Od 31 stycznia 1963 zdecydowana większość obszaru włoskiej części Friuli wchodzi w skład autonomicznego regionu administracyjnego Friuli-Wenecja Julijska (prowincja Gorycja, prowincja Udine i prowincja Pordenone), stanowiąc 96% jego terytorium. Niewielki fragment Friuli jest usytuowany w regionie Wenecja Euganejska.
Słoweńska część Friuli obejmuje krainę Goriška w regionie geograficznym Primorska (Przymorza Słoweńskie).
Region głównie zamieszkują Friulowie posługujący się językiem friulskim. Ponadto niektóre gminy strefy przygranicznej zamieszkiwane są przez ponad 50-tysięczną mniejszość słoweńską.
W skład Friuli wchodzi również górska kraina o nazwie Karnia (wł. Carnia), usytuowana w północno-zachodniej części regionu, obejmująca Alpy Karnickie i Karynckie.
Największym miastem regionu jest Udine, nazywane „Capitâl dal Friûl”.

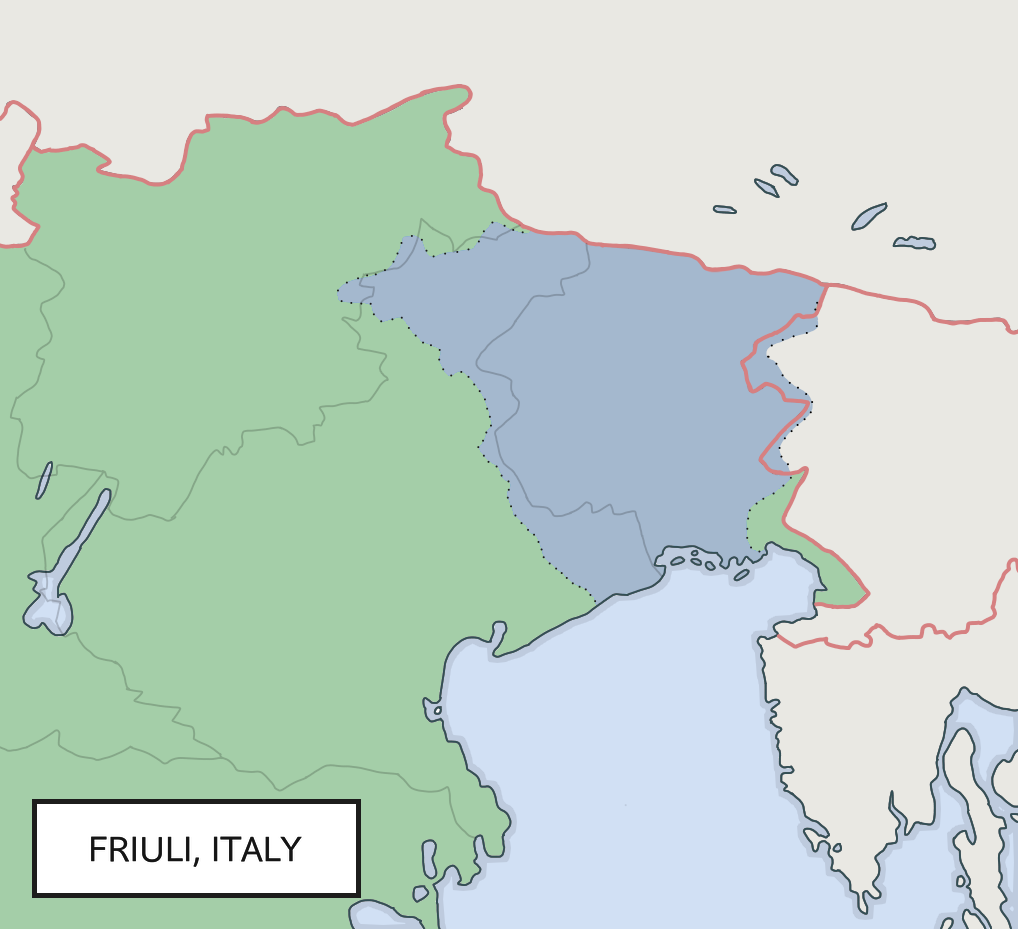
Usytuowanie Friuli na mapie środkowo-południowej Europy.
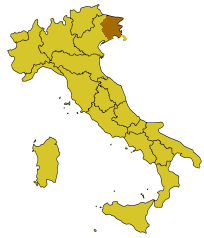
Lokalizacja włoskiej części Friuli.
Lokalizacja słoweńskiej części Friuli.